# Углерод
Углеро́д (рос. Углерод) — селище у складі Прокоп'євського округу Кемеровської області, Росія.

## Населення
Населення — 100 осіб (2010; 125 у 2002).
Національний склад (станом на 2002 рік):
- росіяни — 86 %